# Richard Schroeppel
Richard C. Schroeppel (Illinois, 1948) é um matemático estadunidense. Suas pesquisas incluem quadrados mágicos, curvas elípticas e criptografia. Em 1964 Schroeppel conquistou o primeiro lugar nos Estados Unidos entre mais de 225.000 estudantes do ensino médio no Annual High School Mathematics Examination, um concurso patrocinado pela Mathematical Association of America e pela Society of Actuaries. Em 1966 e 1967 Schroeppel ficou entre os 5 primeiros nos Estados Unidos na William Lowell Putnam Mathematical Competition. Em 1973 descobriu que existem 275.305.224 quadrados mágicos normais da ordem 5. Em 1998–1999 projetou a Hasty Pudding cipher, candidata ao Advanced Encryption Standard, sendo um dos designers da SANDstorm hash, uma submissão à NIST hash function competition.
Entre outras contribuições, Schroeppel foi o primeiro a reconhecer o tempo de execução subexponencial de certos algoritmos de fatoração. Embora não seja totalmente rigorosa, sua prova de que o algoritmo de fatoração de frações contínuas de Morrison e Brillhart foi executado em aproximadamente {\displaystyle e^{\sqrt {2\ln {n}\ln {\ln {n}}}}} passos foi um marco importante no fatoramento e estabeleceu as bases para trabalhos posteriores, incluindo o atual algoritmo de fator "campeão", o campo de número de peneira geral.
Schroeppel analisou o algoritmo de Morrison e Brillhart, e viu como reduzir o tempo de execução para aproximadamente {\displaystyle e^{\sqrt {\ln {n}\ln {\ln {n}}}}} por modificações que permitiram peneirar. Essa melhoria dobrou o tamanho dos números que poderiam ser fatorados em um determinado período de tempo. Chegando à época do algoritmo RSA, que depende da dificuldade de fatorar para sua segurança, esse foi um resultado extremamente importante.
Devido à aparente recusa de Schroeppel pela publicação (embora ele circulasse livremente suas idéias dentro da comunidade de pesquisa), e apesar de Carl Pomerance notar que seu algoritmo de fatoração de peneiras quadráticas tinha uma dívida ao trabalho anterior de Schroeppel, a contribuição deste último é frequentemente ignorada. (Ver a seção "Smooth Numbers" nas páginas 1476-1477 de "A Tale of Two Sieves" de Pomerance, Notices of the AMS, Vol. 43, No. 12, dezembro de 1996.)
O número de Erdős é 2.